# Vriesea parviflora
Vriesea parviflora är en gräsväxtart som beskrevs av Lyman Bradford Smith. Vriesea parviflora ingår i släktet Vriesea och familjen Bromeliaceae. Inga underarter finns listade i Catalogue of Life.